# Anna Montañana i Gimeno
Anna Montañana i Gimeno (Alboraia, València, 24 d'octubre de 1980) ha estat una jugadora de bàsquet valenciana. El seu últim club va ser el CB Avenida de la Lliga Femenina. Solia ocupar la posició d'aler pivot.

## Trajectòria esportiva
Després de passar per les categories base de "Popular Juguetes Godella" i debutar a la màxima competició nacional, en la temporada 1998-99 va signar pel València I.B.F, club nou que buscava fer el salt a la màxima competició nacional. Va romandre dos anys entrenant i compaginant-ho amb els estudis d'Administració i direcció d'empreses a la Universitat de València. En la segona temporada gairebé ho aconsegueixen, però en la fase d'ascens finalment no va poder ser i es van quedar en Lliga Femenina 2. Montañana va acabar com a màxima anotadora del torneig d'ascens disputat a Irun i va eixir del club.
Així doncs, la següent temporada va fitxar pel Salamanca Halcón Viajes. Allí va coincidir amb un grup de joves jugadores (Elisa Aguilar, Amaya Valdemoro, Elsa Donaire...) que van arribar a disputar la Final de la Copa de la Reina enfront del Celta Banco Simeón.
De la mà d'Elisa Aguilar, va creuar l'oceà per a enrolar-se en l'aventura americana. Des de 2001 i fins a 2005 va cursar la carrera d'Administració i Màrqueting a la Universitat de George Washington. Allí va poder compaginar els seus estudis amb el bàsquet i va quallar quatre fantàstiques temporades. En el seu primer any va ser inclosa en el quintet inicial rookie de la Conferència A-10. En el 2003 va aconseguir el títol de Conferència Atlantic-10. Les dues últimes temporades va ser inclosa en el quintet ideal de la Conferència A-10, a més de ser nomenada 3 Vegades All A-10 Conference (Millor jugadora de la conferència). En 2005 va obtenir "All American Honorable mention". Al final va acabar el seu periple nord-americà sent l'única jugadora de la història de la Universitat a superar els 1.000 punts, 500 rebots i 400 assistències.
Tot açò va fer que tornara a casa el 2005, fitxant per l'equip Ros Casares València. Després d'una temporada bastant irregular va aconseguir un subcampionat de Copa de la Reina. A la temporada següent va passar a les files de l'equip "Perfumerias Avenida", de Salamanca, etern rival i club en el qual romandria des de 2006 fins a 2008. En la seua primera temporada va romandre a les portes dels 3 títols nacionals en una dura pugna amb el conjunt valencià. Així doncs va acabar l'any amb el subcampionat de Supercopa, de Copa de la Reina i de Lliga Femenina.
En la següent temporada, Anna Montañana va agafar protagonisme dins de l'equip, acabant l'any com a subcampiona de Supercopa i de Lliga femenina. Aquest any li van arribar els reconeixements personals al seu bon treball. Va ser nomenada millor jugadora nacional de la Lliga, inclosa al quintet ideal i cinquena millor jugadora Fibaeurope de 2007.
La temporada 2008-09 fitxa de nou pel Ros Casares. En aquesta temporada aconsegueix els tres títols nacionals (Supercopa, Copa de la Reina i Lliga Femenina). En competició europea, l'equip es va quedar a les portes de jugar la Final Four de l'Eurolliga femenina en una eliminatòria molt renyida amb l'Spartak de Moscou.
A l'estiu de 2009 signa amb el Minessota Lynx de la WNBA.
En la temporada 2009-10, va aconseguir de nou ple de títols en el panorama nacional amb el Ros Casares. A l'Eurolliga, va jugar la final de la Final Four a la Font de Sant Lluís, però va caure finalment davant el llavors totpoderós Spartak de Diana Taurasi.
El 2010 tornà a Salamanca per a jugar amb el Perfumerías Avenida. L'equip va aconseguir una temporada quasi insuperable. Després de guanyar la Supercopa d'Espanya, va aconseguir una autèntica fita del bàsquet femení, en proclamar-se amb l'equip salmantí campiona de l'Eurolliga 2010-11. Finalment, va acabar la temporada proclamant-se campiona de la lliga 2010-11.
L'agost de 2014, després de jugar amb el Cavigal Nice Basket en la temporada anterior, Anna torna de nou al Perfumeries Avenida. En finalitzar aquesta temporada, el 27 d'abril de 2014, anunciava la seua retirada del bàsquet professional.

### Selecció espanyola
Anna Montañana va guanyar la medalla d'Or de l'Eurobasket sub18 de 1998 disputat a Turquia. En l'estiu de 2000 van intentar seguir amb la supremacia europea però el combinat nacional no va poder passar del cinquè lloc a l'Eurobasket sub20 d'Eslovàquia.
Després d'estar absent de la selecció durant els quatre anys que va estar als Estats Units, en 2005 va tornar. Va debutar amb la selecció Sènior B disputant els Jocs del Mediterrani d'Almeria i es va penjar la medalla de bronze. Aquesta irrupció li va valdre perquè la selecció absoluta la convocara per a l'Eurobasket 2005 que es disputaria a Turquia. Açò li va valdre per a contribuir al fet que el combinat nacional s'alcés amb el bronze. Aquesta medalla classificava a Espanya directament pel Mundobasket 2006 del Brasil. En 2006 va disputar el Mundobasket acabant el torneig en 8a posició.
El 2007 es va alçar amb la plata en Eurobasket d'Itàlia en una final contra Rússia. Amb la seua aportació, la selecció espanyola femenina de bàsquet va rebre el Premi de la Generalitat Valenciana dels Esports.
En 2008 i després de classificar-se brillantment en el preolímpic de Madrid, va jugar els seus primers Jocs Olímpics, a Beijing 2008. La selecció va acabar en cinquena posició després de perdre de nou en quarts de final contra Rússia. Montañana va acabar la cita olímpica com la millor de l'equip i una de les millors del torneig.
El 2009, va aconseguir la medalla de bronze en l'Eurobasket de Letònia. Anna va acabar com la tercera màxima anotadora de la cita europea. El 2010 va aconseguir la medalla de bronze al Mundial de la República Txeca. A l'abril de 2015 anunciava la seua retirada.

## Palmarès

### Clubs
- Eurolliga (1): 2010/11.
- Supercopa d'Europa(1): 2011.
- Lliga Femenina (3): 2008/09, 2010/11 i 2012/13.
- Copa de la Reina (3): 2009, 2012 i 2015.
- Supercopa d'Espanya (5): 2008, 2010, 2011, 2012 i 2014.

### Selecció Nacional
- Medalla de Bronze al Campionat Mundial de Bàsquet Femení de 2010 en la República Txeca.
- Medalla de Bronze al Campionat Europeu de Bàsquet Femení de 2009 a Letònia.
- Diploma olímpic (5º) Jocs Olímpics de Pequín de 2008.
- Medalla de Plata al Campionat Europeu de Bàsquet Femení de 2007 a Itàlia.
- 8è lloc al Campionat Mundial de Bàsquet Femení de 2006 a Brasil
- Medalla de Bronze al Campionat Europeu de Bàsquet Femení de 2005 a Turquia.
- Medalla de Bronze als Jocs Mediterranis 2005 a Almeria.
- 5è lloc en Eurobasket U20 de 2002 a Eslovàquia.
- Medalla d'Or en l'Eurobasket U18 de 1998 a Turquia.

## Distincions i honors
2015
- Medalla de Plata de la Reial Orde del Mèrit Esportiu

2010
- Medalla de Bronze de la Reial Orde del Mèrit Esportiu[9]

2009
- 3a màxima anotadora de l'Eurobasket de Letònia 2009
- 1a valenciana a jugar als Estats Units, WNBA, amb Minnesota Lynx.[10]
- 9a espanyola a jugar en WNBA.

2008
- 7a Millor jugadora FIBA Europa
- 5a Millor jugadora EUROPLAYER´08 segons la Gazzetta dello Sport.
- Màxima anotadora en els Jocs Olímpics de la Selecció espanyola.
- Millor Jugadora Nacional Lliga Femenina
- Quintet ideal Lliga Femenina

2007
- 5a Millor jugadora FIBA Europa 2001-2005
- Universitat George Washington (NCAA)
- Única jugadora a superar els 1.000 punts, 500 rebots i 400 assistències.
- 3 Vegades All A-10 Conference (Millor jugadora de la conferència)
- Quintet inicial rookie de la Conferència
- 2004	Quintet ideal de la Conferència A-10
- 2005	Quintet ideal de la Conferència A-10
- 2005	All American Honorable Mention
- 2000	Màxima anotadora de la fase d'ascens a LF a Irun amb el València EBF.

1994
- Debut en Lliga Femenina.
- Jugadora més jove a debutar amb 13 anys i 364 dies.

## Trajectòria com a entrenadora
Posteriorment s'ha dedicat a exercir com a entrenadora en l'ACB, convertint-se en la primera dona espanyola que s'asseia en una banqueta masculina.
La temporada 2022-2023 entrenà al Lointek Gernika Bizkaia, equip de la lliga femenina Endesa.
La temporada 2023-2024 entrena al CB Safir Fruits Alginet.